# ۴۸ (عدد)
۴۸ (عدد)
۴۸(چهل و هشت) یک عدد طبیعی است که بعد از ۴۷ و قبل از ۴۹ قرار دارد.